# Jaroslav Navrátil
Ne pas confondre avec le joueur de football Jaroslav Navrátil (1991-).
Pour les articles homonymes, voir Navratil.
Jaroslav Navrátil, né le 24 juillet 1957 à Přerov, est ancien joueur de tennis tchécoslovaque devenu entraîneur.

## Biographie

### Carrière en tant que joueur
Durant sa carrière de joueur, il a remporté deux titres en 1988 et deux quarts de finale à Roland-Garros en 1986 et 1987. En simple, il a gagné un tournoi à Royan en 1981 puis s'est distingué par des victoires sur Aaron Krickstein, Amos Mansdorf et surtout Miloslav Mečíř, 5e mondial à Prague en 1987 où il est demi-finaliste.

### Carrière en tant qu’entraîneur
Principalement connu pour être le capitaine de l'équipe de République tchèque de Coupe Davis depuis 2007, il est vainqueur de la compétition en 2012 et 2013.

## Palmarès

### Titres en double messieurs
| No | Date       | Nom et lieu du tournoi | Catégorie  | Dotation  | Surface         | Partenaire  | Finalistes                | Score         |          |
| -- | ---------- | ---------------------- | ---------- | --------- | --------------- | ----------- | ------------------------- | ------------- | -------- |
| 1  | 22-02-1988 | Open de Lorraine Metz  |            | 93 400 $  | Moquette (int.) | Tom Nijssen | Rill Baxter Nduka Odizor  | 6-2, 6-7, 7-6 | Parcours |
| 2  | 08-08-1988 | Čedok Open Prague      | Grand Prix | 140 000 $ | Terre (ext.)    | Petr Korda  | Thomas Muster Horst Skoff | 7-5, 7-6      |          |

### Finales en double messieurs
| No | Date       | Nom et lieu du tournoi       | Catégorie  | Dotation  | Surface      | Vainqueurs                    | Partenaire       | Score         |  |
| -- | ---------- | ---------------------------- | ---------- | --------- | ------------ | ----------------------------- | ---------------- | ------------- |  |
| 1  | 18-03-1985 | Open de Lorraine Nancy       |            | 80 000 $  | Dur (int.)   | Marcel Freeman Rodney Harmon  | Jonas Svensson   | 6-4, 7-6      |  |
| 2  | 15-06-1987 | Athens International Athènes |            | 100 000 $ | Terre (ext.) | Tore Meinecke Ricki Osterthun | Tom Nijssen      | 6-2, 3-6, 6-2 |  |
| 3  | 10-08-1987 | Čedok Open Prague            | Grand Prix | 150 000 $ | Terre (ext.) | Miloslav Mečíř Tomáš Šmíd     | Stanislav Birner | 6-3, 6-7, 6-3 |  |
| 4  | 05-10-1987 | Swiss Indoors Bâle           |            | 200 000 $ | Dur (int.)   | Anders Järryd Tomáš Šmíd      | Stanislav Birner | 6-4, 6-3      |  |

## Parcours dans les tournois duGrand Chelem

### En simple
| Année | Open d'Australie | Open d'Australie | Internationaux de France | Internationaux de France | Wimbledon       | Wimbledon   | US Open         | US Open    |
| ----- | ---------------- | ---------------- | ------------------------ | ------------------------ | --------------- | ----------- | --------------- | ---------- |
| 1985  | —                | —                | 1er tour (1/64)          | M. Mečíř                 | 1er tour (1/64) | K. Evernden | 1er tour (1/64) | T. Tulasne |
| 1986  | —                | —                | —                        | —                        | —               | —           | —               | —          |
| 1987  | —                | —                | —                        | —                        | —               | —           | 2e tour (1/32)  | J. Hlasek  |
| 1988  | —                | —                | 1er tour (1/64)          | C. Saceanu               | 1er tour (1/64) | S. Botfield | —               | —          |

N.B. : à droite du résultat se trouve le nom de l'ultime adversaire.

### En double
| Année | Open d'Australie | Open d'Australie | Internationaux de France                                                          | Internationaux de France                                                             | Wimbledon | Wimbledon                                                                    | US Open                                                                          | US Open |
| ----- | ---------------- | ---------------- | --------------------------------------------------------------------------------- | ------------------------------------------------------------------------------------ | --------- | ---------------------------------------------------------------------------- | -------------------------------------------------------------------------------- | ------- |
| 1984  | —                | —                | 2e tour (1/16) C. Fancutt \|\| style="text-align:left;" \| K. Curren S. Denton    | —                                                                                    | —         | —                                                                            | —                                                                                |         |
| 1985  | —                | —                | —                                                                                 | —                                                                                    | —         | —                                                                            | 1er tour (1/32) I. Năstase \|\| style="text-align:left;" \| S. Meister C. Wittus |         |
| 1986  | —                | —                | 1/4 de finale M. Schapers \|\| style="text-align:left;" \| H. Leconte S. Stewart  | —                                                                                    | —         | —                                                                            | —                                                                                |         |
| 1987  | —                | —                | 1/4 de finale S. Birner \|\| style="text-align:left;" \| López Maeso A. Tous      | —                                                                                    | —         | 1er tour (1/32) E. Jelen \|\| style="text-align:left;" \| N. Aerts T. Siegel |                                                                                  |         |
| 1988  | —                | —                | 2e tour (1/16) S. Birner \|\| style="text-align:left;" \| J. Fitzgerald A. Järryd | 1er tour (1/32) S. Birner \|\| style="text-align:left;" \| K. Flach R. Seguso        | —         | —                                                                            |                                                                                  |         |
| 1989  | —                | —                | 1er tour (1/32) R. Vogel \|\| style="text-align:left;" \| S. Casal E. Sánchez     | 1er tour (1/32) K. Nováček \|\| style="text-align:left;" \| G. Ivanišević N. Pereira | —         | —                                                                            |                                                                                  |         |

N.B. : le nom du ou de la partenaire se trouve sous le résultat ; le nom des ultimes adversaires se trouve à droite.